# 34485 Nullmeier
34485 Nullmeier este o planetă minoră (asteroid), cu un diametru de 4,888 km, din centura de asteroizi. A fost descoperită pe 24 septembrie 2000 la Experimental Test Site⁠(d) de Lincoln Near-Earth Asteroid Research. 
Obiectul prezintă o orbită caracterizată de o semiaxă mare de 2,9280395 UAi, o excentricitate de 0,12, o înclinație de 6,23106 ° în raport cu ecliptica.